# Francesco Daniele
Francesco Daniele (San Clemente di Caserta, 11 aprile 1740 – San Clemente di Caserta, 14 novembre 1812) è stato un filosofo, scrittore e letterato italiano.

## Biografia
Era di nobile ed antica famiglia, figlio di Domenico Daniele e Vittoria De Angelis. Studiò filosofia, oratoria, giurisprudenza a Napoli, dove frequentò gli intellettuali della città. Entrò in amicizia con vari studiosi tra cui Antonio Genovesi, Giuseppe Cirillo, Matteo Egizio. Nel 1762 curò un'edizione delle opere di Antonio Telesio (1482-1534), zio di Bernardino, lavoro che gli procurò l'interesse di intellettuali di giornali letterari dell'epoca. L'anno successivo curò la pubblicazione di alcuni lavori di Marco Mondo, che era stato il suo primo maestro.
Per un breve periodo esercitò la professione d'avvocato, ma dovette presto rientrare a San Clemente per curare le proprietà della famiglia. A San Clemente si dedicò agli studi della classicità acquisendo documentazioni e creando una collezione di oggetti antichi legati al territorio di San Clemente. Nel 1773 pubblicò, sotto il nome di Crescenzo Esperti, una critica ad alcuni studi sulle storia di Caserta: Crescenzo Espersi Sacerdote Casertano al Signor Gennaro Ignazio Simeoni, un ufficiale di artiglieria napoletano.
Il marchese Domenico Caracciolo lo fece richiamare a Napoli dove entrò nella segreteria di Stato. Riordinò la raccolta delle leggi e dei diplomi dell'imperatore Federico II. In seguito a questo lavoro fu nominato "regio istoriografo", carica che era stata di Vico e di Assemani. Alla carica era associato un sussidio economico. Nel periodo pubblicò Le Forche Caudine illustrate (Napoli 1778), lavoro che gli permise di entrare all'Accademia della Crusca.
Dal 1779 ricoprì nella Reale Accademia di Scienze e Belle Lettere, creata nel 1778 da Ferdinando IV, la carica di censore per le memorie delle classi terza e quarta. Nel 1780 ricevette l'incarico di sistemare la biblioteca della Collezione Farnese, in seguito confluita nella Biblioteca Nazionale di Napoli. 
Nel 1787 divenne uno dei 15 soci dell'Accademia Ercolanese, dove doveva di curare la pubblicazione degli studi su Ercolano e Pompei, ma i fatti del 1799 interruppero la sua attività. Suo malgrado anzi fu coinvolto, a causa della sua vicinanza con gli intellettuali vicini alla repubblica, nei fatti che successero dopo la caduta della Repubblica partenopea. Perse tutti gli incarichi e di conseguenza tornò agli amati studi. Nel 1802 pubblicò un saggio di numismatica, Monete antiche di Capua, con la descrizione delle monete capuane di cui sei inedite. 
Nel 1806, sotto Giuseppe Bonaparte, riottenne le sue cariche e l'anno dopo divenne segretario perpetuo della nuova Accademia di storia e di antichità e fu nominato direttore della Stamperia Reale. Fu anche socio dell'accademia Cosentina, della Plautina di Napoli, e dell'Accademia Etrusca  di Cortona. Fu membro della Accademia della Crusca. Fu membro straniero della Royal Society e, dal 19 maggio 1788, membro onorario dell'Accademia delle Scienze di San Pietroburgo.

## Opere
- Antonii Thylesii Consentini Opera, Neapoli,1762
- Crescenzo Esperti Sacerdote Casertano al Signor Gennaro Ignazio Simeoni, Napoli, 1773[4]
- Le Forche Caudine illustrate, Caserta, 1778
- I Regali Sepolcri del duomo di Palermo riconosciuti et illustrati, Napoli, 1802
- Monete antiche di Capua, Napoli, 1802
- Cronologia della famiglia Caracciolo di Francesco de Pietri, Napoli, 1805 (curatela)